# Ivar de Waterford
Ivar de Waterford (irlandès: Puirt Láirgi; nòrdic antic: Ívarr) (m. 1000) fou un cabdill nòrdic gaèlic, rei viking de Waterford almenys des de 969 fins a la seua mort l'any 1000. També degué governar el Regne de Dublín (r. 989 – 993), i amb seguretat entre 994 – 995, quan hi tornà després de ser expulsat de la ciutat per Sigtrygg Silkbeard al 993.
Per la seua relació amb el contemporani Ivar de Limerick, hi ha una certa confusió entre ambdues figures històriques. El parentiu d'Ivar de Waterford és incert, tot i que Clare Downham argumenta que les seues reivindicacions per Dublín i els noms de fills i nets suggereix que pertanyia a la dinastia Uí Ímair. Al 1867 James Henthorn Todd suggerí que era fill d'un altre Ímair, mort en la batalla contra Ruaidrí ua Canannáin al 950, i assumeix que és fill del poderós Ragnall ua Ímair, monarca del Regne de Northúmbria que ocupà Waterford i assolà Munster en la segona dècada del segle x abans d'ocupar Jòrvik. Ivar de Waterford va tenir fills i nets amb el nom Ragnall. Mary Valante està d'acord amb aquesta versió.

## Biografia

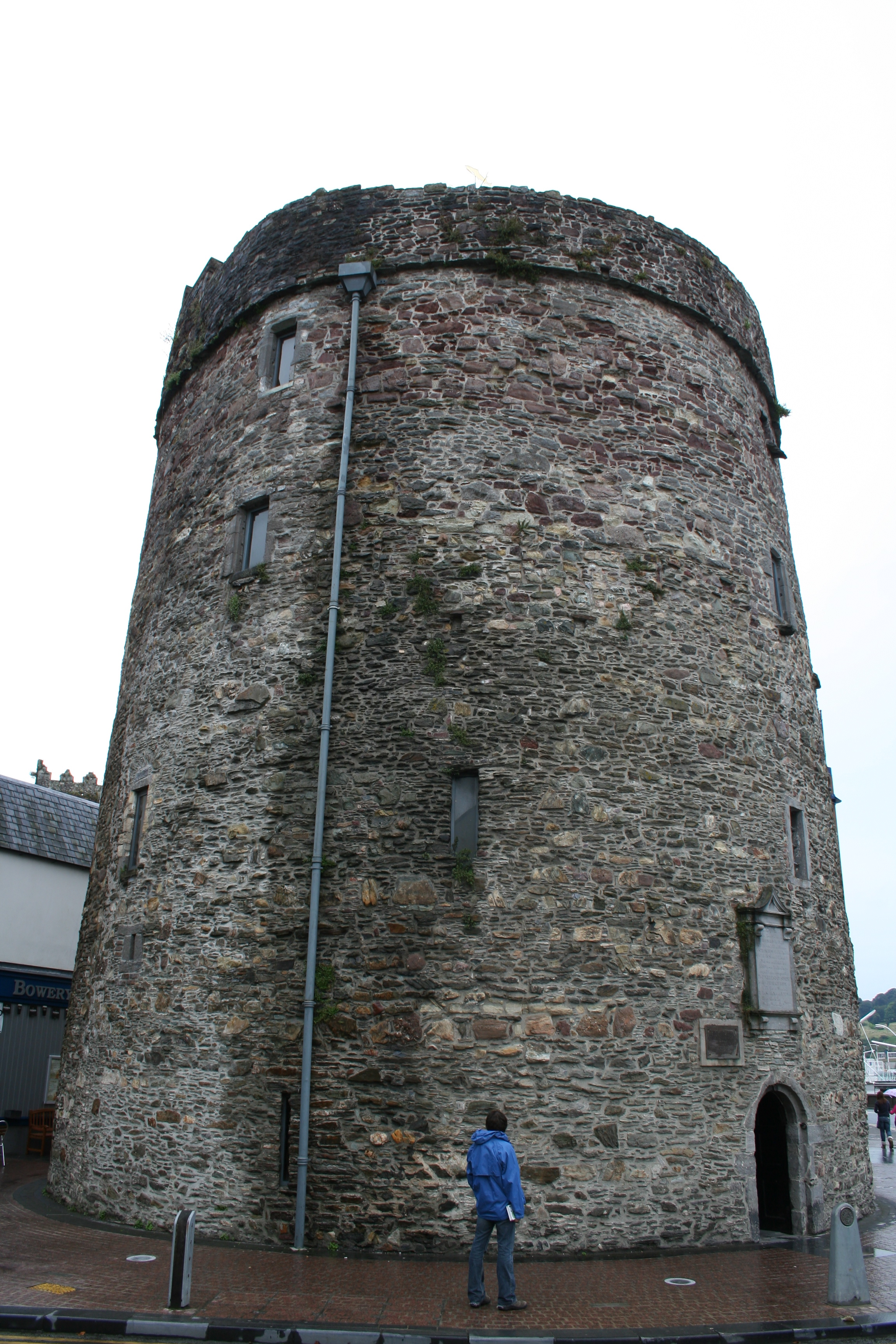
Torre de Reginald a Waterford, suposadament construïda per un dels fills d'Ivar o els seus descendents. Part de la construcció superior és obra dels normands que hi governaren després

Els Annals irlandesos ofereixen una àmplia informació sobre la vida d'Ivar, des del seu primer esment al 969, aliat, entre altres parts, amb Mathgamain mac Cennétig de la dinastia Dál gCais, per defensar Osraige contra l'atac de Murchad mac Finn, rei de Leinster. Durant la dècada posterior es desconeixen les seues activitats en les fonts contemporànies, fins a la mort d'Amlaíb Cuarán, rei de Dublín el 980–1. L'historiador Alex Woolf argumenta que Ivar podria haver assumit el rol de defensor de la resistència hibernonòrdica enfront de Máel Sechnaill mac Domnaill, que derrota a Amlaíb en la batalla de Tara al 980 i subjuga el Regne de Dublín sota el regnat de Glúniairn, fill d'Amlaíb. Al 982 Ivar saqueja Kildare al territori de Máel Sechnaill. A l'any següent uneix les seues forces amb el rei de Leinster Domnal Claen en una batalla contra Máel Sechnaill i Glúniairn, en què sofreix una derrota i molts van morir, al costat del seu fill Pátraic Gilla i altres nobles. Máel Sechnaill llavors retorna el cop devastant Leinster. Un any més tard, al 984, Ivar apareix com a presumpte aliat de Brian Boru (successor de Mathgamain), i junt als germans Maccus i Gofraid mac Arailt, es desentenen de la seua aliança amb Leinster i acorden atacar aquest regne i també el de Dublín. Segons Clare Downham, "els seus exèrcits units devasten la zona però no sembla que arriben a conquistar Dublín". Suggereix que la llarga aliança de la dinastia d'Ivar amb els Dál gCais pogué impulsar Brian en el seu posterior intent de dominar Irlanda, i ofereix evidències d'una aliança semblant amb Osraige.
Nou anys després, al 993, els Annals d'Inisfallen esmenten que fou expulsat de Dublín, segurament després de regnar des del 989 a la mort de Glúniairn, pel seu germà Sigtrygg Silkiskegg, tot i que segons els Annals dels quatre mestres seria "per la intercessió dels sants". Un o dos anys més tard, al 994 o 995, se cita Ivar com a autor de l'expulsió de Sigtrygg del seu regnat. Però el seu poder fou breu ja que Sigtrygg hi torna i el força a abandonar el tron el 995. Els Annals de Clonmacnoise informen d'una sèrie d'esdeveniments que en difereixen i afirmen que "Hymer regnà a Dublín després d'Awley. Randolphe [fill d'Ivar] fou assassinat per súbdits de Leinster; Hymer va escapar i Gittrick governà Dublín en el seu lloc." Els annals ignoren el regnat de Glúniairn i a Ivar no s'esmenta en cap altra font, així que la cita pot ser una confusió.
La darrera activitat d'Ivar va ser una incursió als territoris d'Uí Cheinnselaig a Leinster (998), on el seu exèrcit perdé soldats i gran part de la cavalleria. Els annals reporten la seua mort dos anys més tard, però no n'esmenten la causa.
Segons Seathrún Céitinn en Història d'Irlanda (c. 1634), basant-se en diverses fonts, Ivar en algun moment ajuntà les seues forces amb Domnall mac Fáelain, rei de Déisi Muman, per envair la província de Munster; saquejà la major part del territori abans de ser derrotat per Brian Boru, que cremà Waterford com a represàlia. No hi ha esment d'una aliança prèvia o posterior entre Ivar i Dál Cais.
Alex Woolf, suggereix que també estaria implicat en activitats fora d'Irlanda, al sud-oest d'Anglaterra, segons relata la Crònica anglosaxona. Aquestes entrades no esmenten un líder en particular però Ivar era el més actiu cabdill hibernonòrdic del moment.

## Herència
Segurament, Ivar era un dels nets de Ragnall ua Ímair. Els noms de les seues esposes no es coneixen però una n'era filla de Donnubán mac Cathail, rei d'Uí Fidgenti, probablement filla o neta d'Ivar de Limerick. Una altra esposa pogué ser filla del rei d'Osraige, potser Gilla Pátraic mac Donnchada.
Els seus descendents van ser:
- Gilla Pátraic (m. 983): el seu nom s'associa amb la dinastia d'Osraige i una identitat cristiana;
- Ragnall mac Ímair (m. 995).[35]

- Fill: ? mac Ragnaill (m. 1015).

- Donndubán (m. 996)
- Radnall mac Ímair, rei de Waterford (m. 1018), successor d'Ivar.

- Fill: Ragnall mac Radnaill, rei de Waterford (m. 1031).

- Sihtric mac Ímair, rei de Waterford (m. 1022).

- Fill: Amlaíb mac Sitriuc (m. 1034). Alguns historiadors l'identifiquen amb Olaf Sigtryggsson, rei de Mann.